# 古賀専
古賀 専（こが あつし、1908年10月1日 - 1993年12月20日）は、昭和時代の労働運動家。通称は専（せん）。全国造船重機械労働組合連合会（造船重機労連）初代委員長。

## 経歴
佐賀県神埼郡城田村（現神埼市）生まれ。長崎県佐世保市出身。1923年佐世保尋常高等小学校を卒業。佐世保海軍工廠に電気工の見習として入り、佐世保海軍工廠教習所高等科を卒業。1924年海軍労働組合連盟佐世保労愛会に加盟。1927年佐世保民衆党、ついで社会民衆党で活動。1928年三・一五事件で検挙され解雇。1930年佐世保社会民衆党常任書記となり、西日本坑夫組合の結成に参加、主事。1932年柚木炭鉱争議で検挙。1937年中国へ渡った。
1946年日本に引き揚げ、1947年9月全国造船労働組合連合会結成とともに書記長。1948年日本労働組合総同盟（総同盟）中央執行委員。1950年日本労働組合総評議会（総評）結成に総同盟全国造船労働組合連合会を率いて参加、常任幹事。高野実派の総同盟解体方針に反対し、1951年6月松岡駒吉、菊川忠雄らと総同盟を再建、主事。1951年9月星加要、滝田実らと民主労働運動研究会（民労研）を結成、幹事。1952年総同盟総主事。1953年2月全国民主主義労働運動連絡協議会（民労連）幹事。1954年滝田実、和田春生らと全日本労働組合会議（全労会議）を結成、副議長。1955年日本生産性本部が結成されると総同盟を率いて参加、理事。1958年警職法反対を表明。総同盟会長と国家公安委員の兼任が問題視されていた金正米吉に対し、自主的な辞任を進言。1959年金正の辞任に伴い総同盟副会長。この間、全国造船労働組合総連合（造船総連）書記長・委員長を務めた。
1959年全国労組生産性企画実践委員会の結成に参加、初代委員長。1962年7月の第6回参議院議員通常選挙に全国区から民主社会党公認で出馬したが落選。1964年5月国際金属労連日本協議会（IMF-JC）の結成に参加、副議長（1969年8月まで、1971年9月から1978年8月）。1968年全国労組生産性企画実践委員会が全国労働組合生産性会議（全労生）に改組、初代議長。1970年2月全日本労働総同盟（同盟）副会長。1972年2月全国造船重機械労働組合連合会（造船重機労連）の結成に参加、初代委員長。1973年1月同盟顧問。同年9月造船重機労連顧問。IMF-JC顧問、日本生産性本部副会長、同最高顧問、全労生顧問も務めた。

## 著書
- 『労働運動のまがりかど――われわれの立場と主張』（太田薫、細谷松太、和田春生、原口幸隆共著、一橋書房、1955年）
- 『中小企業の労務管理と労働組合』（石田謙一郎、倉持米一共著、日本労働協会［JIL文庫］、1959年）